# Stacy Jo Huser

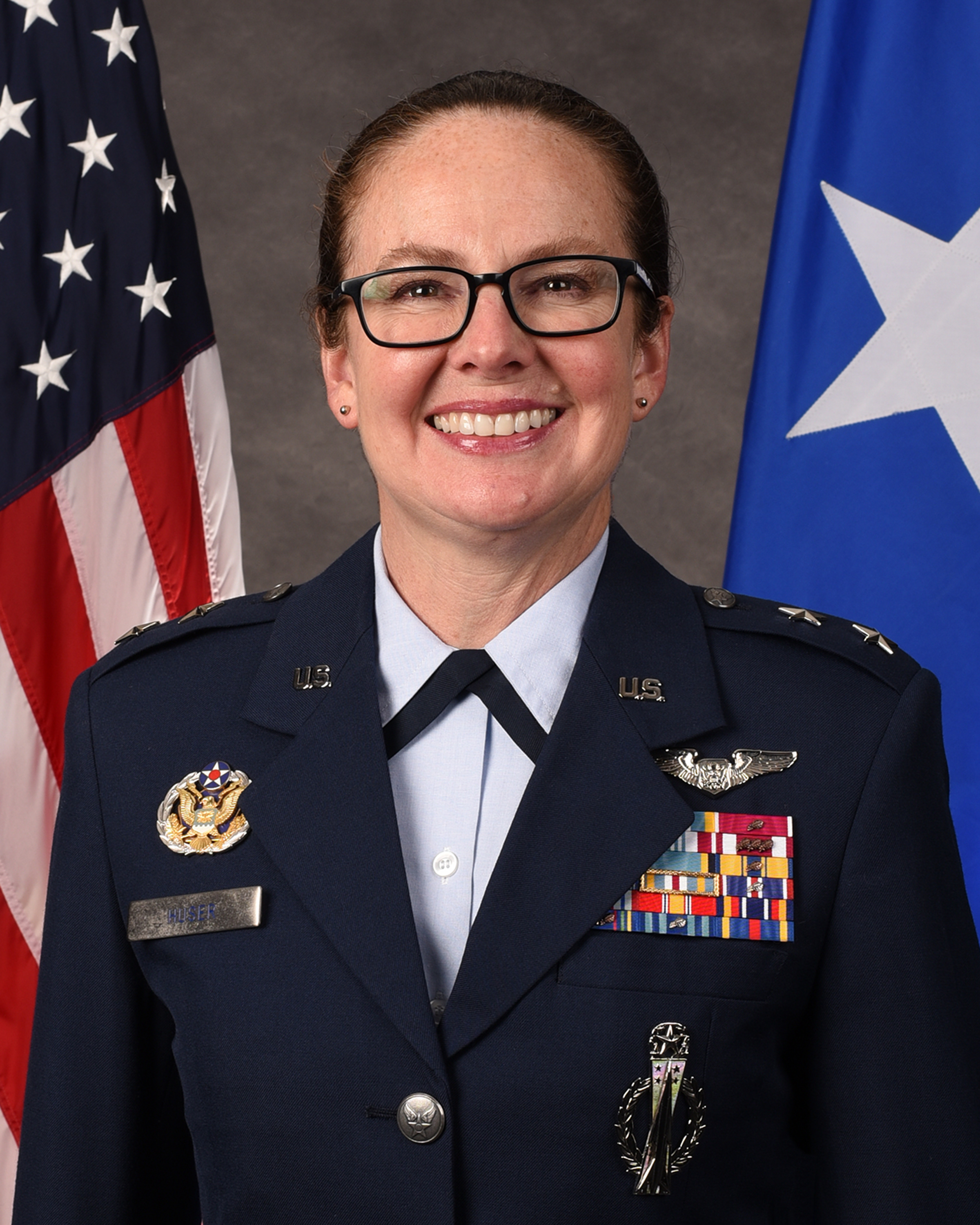
Stacy Jo Huser (2023)

Stacy Jo Huser (* um 1974) ist eine Offizierin (Generalmajor) der United States Air Force. Seit Januar 2024 kommandiert sie die 20. Luftflotte.
Über die Officer Training School gelangte sie im Jahr 1996 in das Offizierskorps der United States Air Force. Dort durchlief sie anschließend alle Offiziersränge vom Leutnant bis zum Zwei-Sterne-General.
Im Lauf ihrer militärischen Karriere absolvierte sie verschiedene Kurse und Schulungen. Dazu gehörten unter anderem die Squadron Officer School auf der Maxwell Air Force Base in Alabama; das Air Command and Staff College über einen Fernkurs; das Air War College ebenfalls über einen Fernkurs; das Leadership Development Program in San Diego in Kalifornien; die Joint and Combined Warfighter School in Norfolk in Virginia; das Leading Strategically Program in Colorado Springs in Colorado; der Senior Leadership Orientation Course und der CAPSTONE Course, beide in Washington, D.C. und das Advanced Senior Leader Development Seminar in Warrenton in Virginia. Außerdem erhielt sie akademische Grade vom North Central College in Naperville in Illinois, der Troy University und der Stanford University.
Frau Huser war und ist vor allem im Bereich Weltraum- und Raketentechnik tätig. In ihren frühen Jahren als Offizier der Luftwaffe war sie an verschiedenen Stützpunkten in den Vereinigten Staaten stationiert. Dazwischen absolvierte sie die erwähnten Schulungen. Zwischen Juni 2011 und Juni 2013 kommandierte sie im Rang eines Oberstleutnants auf der Offutt Air Force Base in Nebraska die 625. Strategische Operationsschwadron (625th Strategic Operations Squadron).
Anschließend wurde sie zur Barksdale Air Force Base in Louisiana versetzt. Dort gehörte sie bis zum Juli 2014 dem Stab des Air Force Global Strike Commands an. Nach einer Weiterbildung an der Stanford University erhielt sie im August 2015 auf der Minot Air Force Base in North Dakota das Kommando über die 91st Operations Group, das sie bis zum Juni 2017 innehatte. Es folgte eine Versetzung zur Francis E. Warren Air Force Base in Wyoming. Zwischen Juni 2017 und Mai 2019 hatte sie dort den Oberbefehl über das 90. Raketengeschwader (90th Missile Wing).
Ihr nächster Auftrag führte sie wieder zur Offutt AFB. Dort gehörte sie zwischen Juni 2019 und Juni 2020 dem Stab des United States Strategic Command (USSTRATCOM) an. Danach wurde sie zur National Nuclear Security Administration in Washington, D.C. versetzt, die zum Energieministerium der Vereinigten Staaten gehört. Bis zum Juli 2023 gehörte sie als Principal Assistant Deputy Administrator for Military Application dem Stab dieser Organisation an.
Anschließend kehrte sie zur Francis E. Warren AFB in Wyoming zurück. Zwischen August 2023 und Januar 2024 gehörte sie als Special Assistant dem Stab der 20. Luftflotte an. Am 5. Januar 2024 übernahm sie von Michael Lutton das Kommando über diese Luftflotte, das sie bis heute (Februar 2025) innehat.

## Daten der Beförderungen
| Abzeichen | Rang               | Jahr             |
| --------- | ------------------ | ---------------- |
|           | Second Lieutenant  | 21. Juni 1996    |
|           | First Lieutenant   | 21. Juni 1998    |
|           | Captain            | 21. Juni 2000    |
|           | Major              | 1. Juli 2006     |
|           | Lieutenant Colonel | 1. Dezember 2010 |
|           | Colonel            | 1. August 2015   |
|           | Brigadier General  | 2. Juli 2021     |
|           | Major General      | 5. Dezember 2023 |

## Orden und Auszeichnungen
Stacy Huser erhielt im Lauf ihrer militärischen Laufbahn unter anderem folgende Auszeichnungen:
- Defense Superior Service Medal
- Legion of Merit
- Defense Meritorious Service Medal
- Meritorious Service Medal
- Aerial Achievement Medal
- Air and Space Commendation Medal
- Air and Space Achievement Medal
- Joint Meritorious Unit Award
- Air and Space Outstanding Unit Award
- Combat Readiness Medal
- National Defense Service Medal
- Global War on Terrorism Service Medal
- Nuclear Deterrence Operations Service Medal